# Im Unterdorf 10 (Castell)

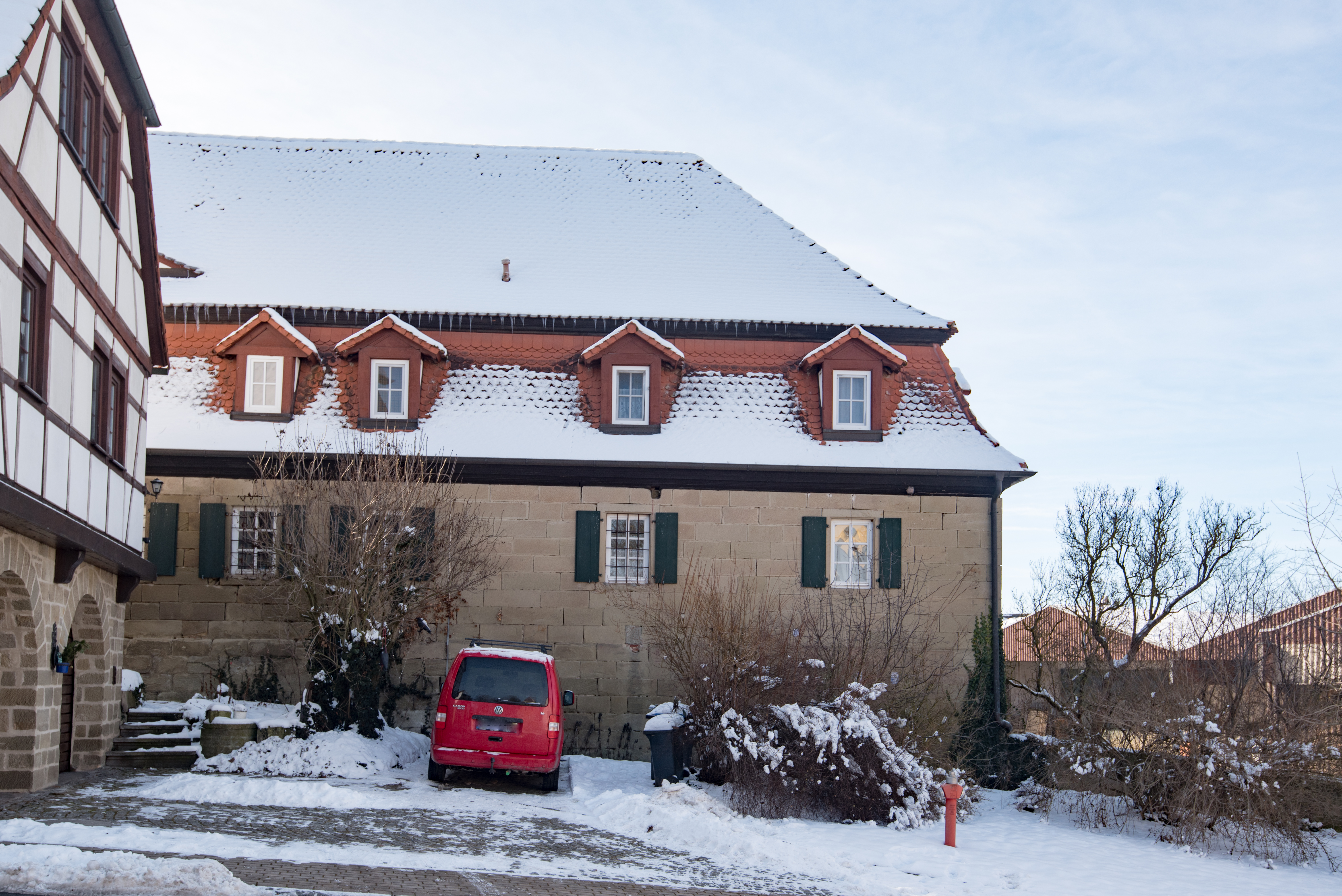
Haus Im Unterdorf 10

Das Haus Im Unterdorf 10 (ehemalige Hausnummern 75, 76, 77) ist ein denkmalgeschütztes Bauwerk in Castell im unterfränkischen Landkreis Kitzingen. Im Haus war spätestens ab dem 16. Jahrhundert der gräflich castell’sche Meierhof untergebracht. 

## Geschichte
Erstmals urkundlich erwähnt wurde der Maierhof im Jahr 1599. Damals wurde das Haus Nr. 75 als „Brunnenhäuslein im Mayerhof zu Castell“ genannt. Zeitweise war auf dem Gelände auch der herrschaftliche Bauhof untergebracht, der in einer Notiz von 1618 als „Bauehove zu Castell im dorff“ Erwähnung fand. Die Grafen zu Castell vergaben spätestens ab dem 17. Jahrhundert den Hof an Pächter, die ihn bewirtschafteten. Namentlich werden als Pächter genannt: Michel Feig, Vogt auf dem Meierhof im Jahr 1608, Johann Nicolaus Kleemann im Jahr 1738, Hans Georg Rückert 1763, Thomas Knorr 1780, Michael Knorr 1800. Als letzte Pächter ist nach 1919 ein gewisser Weiß aus Karlsruhe nachweisbar.
Der Meierhof erfuhr im 18. Jahrhundert einige Erweiterungen. Die angrenzenden Grundstücke wurden einbezogen. So ließ der Pächter Thomas Knorr 1789 den Standort des ehemaligen Leutehauses mit der Nr. 77 mit einem Haus und einer Scheune bebauen, an die eine Backstube und ein Dörrhaus angegliedert waren. Hier lebte fortan die Familie des Verwalters. Außerdem erwarb er ein kleines Wohnhaus in Fachwerkbauweise hinzu, in dem bisher einige gräfliche Bedienstete gelebt hatten (Haus Nr. 76). 1795 verlegte Knorr die Dörre an einen anderen Standort auf dem Gelände.
Im Jahr 1802 erwarb die gräfliche Herrschaft das Anwesen zurück. In der Beschreibung bestand damals der heute noch existierende Maierhof mit drei Ställen, einem weiteren Haus, in dem der Kammerschreiber Spieß lebte. Ein weiteres Bauernhaus, mehreren Gärten und einem See. Im 19. Jahrhundert wurde der Bestand erweitert. So errichtete man 1847 eine Scheune auf dem Grundstück neu, die ursprünglich bei Hausnummer 66 stand und dem Neubau der Domanialkanzlei weichen musste. 1852 wurden die Stallungen in Stein aufgeführt. 
Im Jahr 1945 wurden einige Scheunen und andere Nebengebäude während des amerikanischen Einmarschs in Brand geschossen. 1948 erfolgte der Wiederaufbau. 1957 riss man das sogenannte Leutehaus ab um weitere landwirtschaftliche Baulichkeiten auf dem Grundstück aufzurichten. 1972 verschwanden weitere historische Baulichkeiten des ehemaligen Maierhofes. Als Neubau wurde eine Tankstelle, eine Schreinerwerkstatt, eine Schmiede und eine Schlosserei aufgeführt. Die Neubauten wurden aus Betonfertigteilen errichtet.

## Beschreibung
Der ehemalige Maierhof mit der früheren Hausnummer 75 aus dem Jahr 1789 hat sich erhalten. Er präsentiert sich als zweigeschossiger Bau. Als typischer Repräsentationsbau der ehemaligen Grafschaft Castell wurde er mit einem gewalmten Mansarddach ausgestattet. Das Haus wurde in Massivbauweise errichtet und aus Sandsteinquadern aufgemauert. Ein breites Traufgesims leitet zum Dach über. Als spätere Einbauten wurden am Dach mehrere Gauben angebracht, darunter auch einige Fledermausgauben.